# Kabinett Demirel II
Das Kabinett Demirel II war die 31. Regierung der Türkei, die vom 3. November 1969 bis zum 6. März 1970 durch Ministerpräsident Süleyman Demirel geleitet wurde.
Bei der Wahl zur Nationalversammlung in der Türkei 1969 gewann die regierende Adalet Partisi (AP) und stellte die Regierung. Schon am 11. Februar 1970 zerbrach die Regierung allerdings an einem Misstrauensvotum.

## Minister
| Titel                                            | Name                      | Partei                             | Amtszeit                                                         |
| ------------------------------------------------ | ------------------------- | ---------------------------------- | ---------------------------------------------------------------- |
| Ministerpräsident                                | Süleyman Demirel          | AP                                 |                                                                  |
| Staatsminister                                   |                           |                                    |                                                                  |
| Refet Sezgin                                     | AP                        |                                    |                                                                  |
| Hüsamettin Atabeyli                              | AP                        |                                    |                                                                  |
| Gürhan Titrek                                    | AP                        | 3. November 1969 – 21. Januar 1970 |                                                                  |
| Turhan Biilgin                                   | AP                        |                                    |                                                                  |
| Justizminister                                   | Yusuf Ziya Önder          | AP                                 |                                                                  |
| Verteidigungsminister                            | Ahmet Topaloğlu           | AP                                 |                                                                  |
| Innenminister                                    | Haldun Menteşoğlu         | AP                                 |                                                                  |
| Außenminister                                    | İhsan Sabri Çağlayangil   | AP                                 |                                                                  |
| Finanzminister                                   | Mesut Erez                | AP                                 |                                                                  |
| Bildungsminister                                 | Orhan Oğuz                | AP                                 |                                                                  |
| Minister für öffentliche Arbeiten                | Yaşar Gülez               | AP                                 |                                                                  |
| Minister für Bau- und Siedlungswesen             | Hayrettin Nakiboğlu       | AP                                 |                                                                  |
| Minister für Gesundheit und Sozialhilfe          | Vedat Ali Özkan           | AP                                 |                                                                  |
| Landwirtschaftsminister                          | İlhami Ertem              | AP                                 |                                                                  |
| Minister für dörfliche Angelegenheiten           | Turhan Kapanlı            | AP                                 |                                                                  |
| Forstminister                                    | Hüseyin Özalp             | AP                                 |                                                                  |
| Verkehrsminister                                 | Nahit Menteşe             | AP                                 |                                                                  |
| Arbeitsminister                                  | Seyfi Öztürk              | AP                                 |                                                                  |
| Handelsminister                                  | Ahmet Dallı Gürhan Titrek | AP                                 | 3. November 1969 – 7. Januar 1970 21. Januar 1970 – 6. März 1970 |
| Industrieminister                                | Selahattin Kılıç          | AP                                 |                                                                  |
| Minister für Zölle und Monopole                  | Ahmet İhsan Birincioğlu   | AP                                 |                                                                  |
| Tourismusminister                                | Necmettin Cevheri         | AP                                 |                                                                  |
| Minister für Tourismus und natürliche Ressourcen | Sabit Osman Avcı          | AP                                 |                                                                  |
| Minister für Jugend und Sport                    | İsmet Sezgin              | AP                                 |                                                                  |